# Seznam avstro-ogrskih armad
Seznam avstro-ogrskih armad.

## Seznam
- 1. armada (Avstro-Ogrska)
- 2. armada (Avstro-Ogrska)
- 3. armada (Avstro-Ogrska)
- 4. armada (Avstro-Ogrska)
- 5. armada (Avstro-Ogrska)
- 1. soška armada (Avstro-Ogrska)
- 2. soška armada (Avstro-Ogrska)
- Soška armada (Avstro-Ogrska)
- 6. armada (Avstro-Ogrska)
- 7. armada (Avstro-Ogrska)
- 10. armada (Avstro-Ogrska)
- 11. armada (Avstro-Ogrska)
- 12. armada (Avstro-Ogrska)